# Роу (Массачусетс)
Роу (англ. Rowe) — місто (англ. town) в США, в окрузі Франклін штату Массачусетс. Населення — 424 особи (2020).

## Демографія
Згідно з переписом 2010 року, у місті мешкали 393 особи в 167 домогосподарствах у складі 112 родин. Було 227 помешкань
Расовий склад населення:
| - 97,2 % — білих - 1,0 % — чорних або афроамериканців - 0,5 % — корінних американців |

До двох чи більше рас належало 1,3 %. Частка іспаномовних становила 1,0 % від усіх жителів.
За віковим діапазоном населення розподілялося таким чином: 20,6 % — особи молодші 18 років, 54,5 % — особи у віці 18—64 років, 24,9 % — особи у віці 65 років та старші. Медіана віку мешканця становила 50,9 року. На 100 осіб жіночої статі у місті припадало 91,7 чоловіків;  на 100 жінок у віці від 18 років та старших — 96,2 чоловіків також старших 18 років.
Середній дохід на одне домашнє господарство  становив 72 616 доларів США (медіана — 56 667), а середній дохід на одну сім'ю — 91 787 доларів (медіана — 68 750). Медіана доходів становила 54 000 доларів для чоловіків та 41 250 доларів для жінок. За межею бідності перебувало 3,5 % осіб, у тому числі 5,3 % дітей у віці до 18 років та 1,6 % осіб у віці 65 років та старших.
Цивільне працевлаштоване населення становило 191 особа. Основні галузі зайнятості: освіта, охорона здоров'я та соціальна допомога — 23,0 %, мистецтво, розваги та відпочинок — 20,9 %, будівництво — 10,5 %, науковці, спеціалісти, менеджери — 7,9 %.